# Guettarda davidseorum
Guettarda davidseorum är en måreväxtart som beskrevs av David H. Lorence. Guettarda davidseorum ingår i släktet Guettarda och familjen måreväxter.
Artens utbredningsområde är Belize. Inga underarter finns listade i Catalogue of Life.